# Port Allen (Hawaï)
Pour les articles homonymes, voir Port Allen.
Port Allen est une localité située dans la baie d'Hanapepe, au sud de l'île de Kauai dans l'État d'Hawaï.
Son nom d'origine état ʻEleʻele, elle a été renommée Port Allen en l'honneur de l'homme d'affaires Samuel Clesson Allen (en) (1831-1903).
Les installations portuaires ont été détruites en 1982 par un cyclone, et ont été partiellement reconstruites.